# Neoamblyolpium alienum
Neoamblyolpium alienum es una especie de arácnido del orden Pseudoscorpionida de la familia Olpiidae.

## Distribución geográfica
Se encuentra en Colorado y Nuevo México en (Estados Unidos).